# Илија Фонламов Францисковић
Илија Фонламов Францисковић (Ниш, 16. фебруар 1996) српски је сликар и песник, најпознатији по својој званичној слици прославе 1700 година од доношења Миланског едикта, Царев едикт.

## Живот и стваралаштво
Рођен је у породици фолксдојчерско-српског порекла, која се крајем 17. века доселила у Банат, а касније у Ниш. Са сликарством се упознао у шестој години, а њиме се бави од своје дванаесте године. Због свог стила, приликом свог школовања у Аустрији, прозван је реинкарнацијом немачког ренесансног сликара из 16. века Матијаса Гриневалда. Њему се приписују и епитети чуда од детета и суперталента, управо због својих година, те чињенице да је почео да ствара јако рано, али и одсуства званичног школовања. Поред слике Царев едикт коју је насликао са седамнаест година у част седамнаест векова Миланског едикта, насликао је и слику Јевреј и његова вера у част жртава Холокауста у Нишу и Србији, а седамдесет година од почетка истог. Због талента је добио предлоге да исти усавшава на Бечкој академији ликовних уметности, то јест Високој школи лепих и примењених уметности у Паризу. Најмлађи је и један од првих уметника из Србије чија дела процењује две најреномираније немачке и европске аукцијске куће, Нојмајстер из Минхена, и аукцијска кућа Аукционата из Берлина. Приликом процена његове три слике: Еванђелист, Цвет Божији и Васкрснуће Христово, придобио је епитет принца европског сликарства тренутне деценије. Његов стил карактерише тамна позадина из које израња емотиван и јасан лик, пре свега због касне готике и ране ренесансе под чијим утицајем ствара. Највећа инспирација му је хришћанство, како православно, тако и католичко.
Због свог шароликог порекла, себе подједнако сматра Немцем, Србином, Црногорцем и Бугарином, али пре свега грађанином света Бави се и хуманитарним радом и писањем.
Први је лауреат Међународне награде за поезију "Венац-Вијенац-Венец" за збирку песама "Еринерунг".

## Награде
- Међународна награда за поезију "Венац-Вијенац-Венец" за 2016. годину

## Галерија
- Богородица са два детета у наручју
- Хрисотва рука
- Царев едикт
- Никола од Мира
- Патријарх Павле
- Еванђелист
- Јевреј и његова вера
- Цвет Божији
- Владимир
- Нишка тврђава из 2003.
- Христос